# Alejandra Onieva
Alejandra Onieva (ur. 1 czerwca 1992 r. w Madrycie) – hiszpańska aktorka.

## Filmografia
- 2011–2014: Sekret (El secreto de Puente Viejo) jako Soledad Montenegro (serial)
- 2014: Capitán Mandarina: Eléctrico jako dziewczynka (film krótkometrażowy)
- 2014: Za garść pocałunków (Por un puñado de besos) jako Mamen
- 2015: Novatos jako Gladys
- 2017: Sotto copertura: La cattura di Zagaria jako  Agata Farina (serial, rola epizodyczna)
- 2017–2018: Ella es tu padre jako Chloe
- 2018: Presunto culpable jako Anne
- 2019–2020: Pełne morze (Alta mar) jako Carolina Villanueva (serial)